# کارلوس رویز هررو
کارلوس رویز هررو (انگلیسی: Carlos Ruiz Herrero؛ زادهٔ ۷ ژوئن ۱۹۴۸) بازیکن فوتبال اهل اسپانیا است.
وی همچنین برندهٔ جوایزی همچون جایزه پیچیچی شده‌است.
از باشگاه‌هایی که در آن بازی کرده‌است می‌توان به باشگاه فوتبال اتلتیک بیلبائو، باشگاه فوتبال اسپانیول، و باشگاه فوتبال اتلتیک بیلبائو بی اشاره کرد.
وی همچنین در تیم ملی فوتبال زیر ۲۱ سال اسپانیا بازی کرده‌است.